# Mesmes (Adelsgeschlecht)
Die Mesmes sind eine adelige Familie aus dem Béarn, die ab dem 16. Jahrhundert in königlichen Diensten zu Macht, Reichtum und Ansehen kamen.

## Herkunft
Die Familie geht auf Amanieu de Mesmes zurück, der in einer Schenkung von 1219 als Chevalier bezeichnet wird. Pierre de Mesmes, Chevalier und Seigneur de Mesmes, wurde 1343 als Anführer des Adels seiner Bailliage genannt. Guillaume de Mesmes ist aus einem Manuskript als Erster Kaplan des Königs Ludwig IX. bekannt: „Dieses Buch gehörte dem König Ludwig am Ende seiner Tage und wurde Messire Guillaume de Mesmes, seinem ersten Kaplan, übergeben.“ Dieser Psalter ging später an die Könige von England über, bevor er wieder in den Besitz der Familie Mesmes gelangte.

## Geschichte
Die Familie war im Besitz der Herrschaften Cachen (Ende des 14. Jahrhunderts) und Brocas im Südwesten Frankreichs, sowie Roissy bei Paris (beides Ende des 15. Jahrhunderts) – letzteres weist darauf hin, dass die Mesmes sich in der Umgebung des Königs niedergelassen hatten. 1544 wurde Jean-Jacques (I.) de Mesmes Maître des requêtes, dann Premier Président des Parlement de Normandie und 1559 Mitglied im Conseil du Roi. Dessen Sohn Henri (I.) († 1596) wurde Kanzler des Königs von Navarra, der Enkel Jean-Jacques (II.) († 1642) war dann bereits Marquis d’Irval und Comte d’Aveux, sowie Conseiller d’État.
Henri (II.) († 1650) wurde Président à mortier des Parlement de Paris, heiratete die Tochter eines Marschalls von Frankreich und gehörte damit den bedeutendsten Familien Frankreichs an; er kaufte 1634 das vom 1632 hingerichteten Duc de Montmorency beschlagnahmte Hôtel particulier in der Rue Sainte-Avoye (heute Rue du Temple), das unter dem Namen Hôtel de Mesmes bis zum Beginn des 18. Jahrhunderts in Familienbesitz blieb. Seine Tochter Antoinette Louise († 1650) heiratete den Duc de Vivonne, ebenfalls Marschall von Frankreich, sowie Bruder der Madame de Montespan, spielte eine Rolle in der Giftaffäre und wurde in diesem Zusammenhang vor die Chambre ardente geladen.
Claude (II.) († 1650), der Bruder Henris, war Diplomat bei den Verhandlungen zum Westfälischen Frieden und Surintendant des Finances; er ließ ab 1644 das dem Hôtel de Mesmes gegenüber liegende Hôtel d’Avaux bauen, das später Hôtel de Saint-Aignan genannt wurde. Jean Antoine (II.) († 1673), ein weiterer Bruder, wurde Président à mortier, ebenso wie sein Sohn Jean Jacques (III.) († 1688), der zudem 1676 in Académie française gewählt wurde, genauso wie im Jahre 1710 sein Sohn Jean Antoine (III.) († 1723), mit dem die Linie Avaux im Mannesstamm (und 1767 insgesamt) ausstarb.
Die jüngere Linie Ravignan und damit die Gesamtfamilie Mesmes starb 1812 aus.

## Stammliste (Auszug)

### Erste Generationen
- Raymond de Mesmes († vor 1289); ⚭ Laure de Marsan
- Pierre de Mesmes, Chevalier, Seigneur de Mesmes, dessen Sohn
- Roger de Mesmes, fl. 1379, Seigneur de Mesmes, dessen Sohn
- Arnaud de Mesmes, Seigneur ce Chaixchen (sic), dessen Sohn; ⚭ 9. August 1379 Angline de Miossens
- Bertrand de Mesmes, Chevalier, Seigneur de Cachen, dessen Sohn; ⚭ Jeanne de Labarthe
- Arnaud de Mesmes, Seigneur de Cachen, dessen Sohn; ⚭ Catherine de Lassus
- Georges de Mesmes, dessen Sohn, siehe unten

### Linie Avaux
1. Georges de Mesmes (* um 1450; † vor 1527), Seigneur de Roissy, Cachen, Luchin, Brocas etc.: ⚭ 22. Juni 1480 Marguerite de Cauna (* um 1460; † vor 1527)
  1. Jean-Jacques (I.) de Mesmes (* um 11. Mai 1490; † 19. September oder 23. Oktober 1559), Seigneur de Roissy, 1544 Maître des requêtes, dann Premier Président du Parlement de Normandie, 23. Oktober 1559 Mitglied im Conseil du Roi; ⚭ (1) 1530 Nicole Hennequin, Tochter von Christophe Hennequin und Bonne Courand, Dame de Dammartin; ⚭ (2) (Ehevertrag 3. September 1555 Jeanne Le Père, Witwe von Yves Brinon, Avocat au Parlement
    1. (unehelich, Mutter unbekannt) Jean-Pierre de Mesmes (* 1516; † 1578) Astronom, Italianist, Grammatiker und Übersetzer
    2. Henri (I.) de Mesmes (* 1532; † August 1596) Chevalier, Seigneur de Roissy et de Malassise, Kanzler des Königreichs Navarra[2]; ⚭ 5. März 1552 Jeanne Hennequin, Tochter von Oudart II. Hennequin, Seigneur de Boinville, Contrôleur général des finances, und Jeanne Michon
      1. Jean-Jacques (II.) de Mesmes (* 1560; † 30. Oktober 1642), Seigneur de Roissy, Conseiller au Parlement, Marquis d’Irval, 1638 Comte d’Avaux (registriert 1648), Maître des Requêtes, Conseiller d'Etat; ⚭ 25. August 1584 Antoinette de Grossaine, einzige Tochter von Jérôme de Grossaine, Seigneur d'Avaux etc.
        1. Henri (II.) de Mesmes (* 1585; † 29. Dezember 1650), Seigneur de Roissy, Marquis de Mognéville, Seigneur d’Épône, Président à mortier; ⚭ (1) 3. Februar 1627 Jeanne de Monluc de Balagny († 3. Januar 1638), Tochter von Jean de Monluc de Balagny, Marschall von Frankreich, und Renée de Clermont-d’Amboise, Witwe von Charles de Clermont d’Amboise, Baron de Bussy, Seigneur de Mognéville; ⚭ (2) 30. Dezember 1639 Marie de la Vallée-Fosséz, Marquise d’Everly († 21. August 1661)
          1. Sohn († jung)
          2. Antoinette-Louise de Mesmes (* 16. April 1641; † 10. März 1709), Dame de Roissy et Bray-sur-Seine, sie wurde unter dem Namen Madame de Vivonne im Rahmen der Giftaffäre vor die Chambre ardente geladen; ⚭ 9. Septembre 1655, Louis-Victor I. de Rochechouart (* 25. August 1636; † 15. September 1688), 1668 Duc de Vivonne, 1675 Duc de Mortemart, Prince de Tonnay-Charente, Seigneur de Roissy (bis 1688), Pair und Marschall von Frankreich, Général des Galères de France, Gouverneur von Champagne, Vizekönig von Sizilien etc., Bruder der Madame de Montespan

        2. Claude (II.) de Mesmes (* um 1595; † 19. November 1650), genannt Comte d’Avaux, Botschafter, Ministre plénipotentiaire beim Westfälischen Frieden, Surintendant des Finances, Commandeur des Ordres du Roi, Greffier des Ordonnances du Roi
        3. Jean Antoine (II.) de Mesmes (* um 1598/1600; † 23. Februar 1673), Chevalier, Seigneur d’Irval, Cramayel et Connay, Baron de Breuil et de Lagery, Vicomte de Vandeuil et Hourges, 1651 Président à Mortier au Parlement de Paris; ⚭ 27. April 1628 Anne Courtin (* 1610; † Dezember 1671), Tochter von François Courtin und Jeanne de Lescalopier
          1. Jean-Jacques (III.) de Mesmes (* 1640/43; † 9. Juli 1688), Chevalier, Comte d’Avaux, Vicomte de Neufchâtel, Seigneur de Roissy et Cramayel etc, Seigneur d’Irval, Conseiller au Parlement de Paris, Maître des Requêtes, Conseiller d’État, Président à Mortier, Prévôt et Grand Maître des Cérémonies des Ordres du Roi, 1676 Mitglied der Académie française (Fauteuil 4); ⚭ 8. März 1160 Marguerite Bertrand de la Bazinière (* um 1645; † Oktober 1668)
            1. Jean Antoine (III.) de Mesmes (* 18. November 1661; † 23. August 1723) Chevalier, Comte d’Avaux, Marquis de Cramayel et de Saint-Étienne, Seigneur de Brie-Comte-Robert, Irval, Roissy et Cramayel, Vicomte de Neufchâtel, 1710 Mitglied der Académie Française (Fauteuil 22), Prévôt et Grand Maître des Cérémonies des Ordres du Roi, 1712 Erster Präsident des Parlements von Paris; ⚭ 23. Mai 1695 Marie-Thérèse Feydeau de Brou, Tochter von Denis II. de Feydeau, Chevalier, Seigneur de Brou etc., Président au Grand Conseil, und Marie-Anne Voisin
              1. Marie Anne Antoinette (* 15. Mai 1696; † 1767); ⚭ 14. Dezember 1720 Guy Nicolas de Durfort, (* 20. Februar 1683; † 3. März 1758), Duc de Quintin, Duc de Lorges, Sohn von Guy Aldonce de Durfort, Duc de Lorges, Marschall von Frankreich, und Elisabeth de La Tour d’Auvergne
              2. Henriette Antoinette (* 29. April 1698; † 1764); ⚭ (Ehevertrag 16. Juli 1715) 1. August 1715 Louis Hector Gélas de Lebron, Seigneur et Comte de Gélas, Marquis d’Ambres et de Lautrec, Lieutenant-général en Haute-Guyenne, Chevalier de Saint-Louis (* 1675; † 1757)

            2. Henri (III.) de Mesmes († 6. Mai 1721), Licencié de Sorbonne, Abt von Valroy etc.
            3. Jean-Jacques (IV.) de Mesmes (* 1675/80; † 2. Februar 1741 in Paris, 66 Jahre alt), Chevalier, Bailli & Grand-Croix de l’Ordre de Saint-Jean de Jérusalem, Commandeur des Commanderies de Boncourt, de Sommereux et de Haute-Avesnes, 17. Mai 1710 Kommendatarabt von Valroy, 1721 Kommendatarprior von Saint-Denis de l’Estrée, 1715 Gesandter des Malteserordens in Frankreich
            4. Marie-Thérèse de Mesmes (* 1667/68; † 6. Januar 1755), ⚭ 1683 François de La Roche-Fontenilles, Marquis de Fontenilles, Seigneur de Rambures et Lambercourt, Comte de Courtenay († 1728)
            5. Judith Almodis de Mesmes, Ursulinerin

          2. Henri de Mesmes, 1642–1658 Kommendatarabt von Valroy[3]
          3. Claude de Mesmes (X 1681 in Rom), Malteserordensritter, 1658 Kommendatarabt von Valroy
          4. Jean-Antoine de Mesmes (* um 1640; † 11. Februar 1709) Chevalier, Marquis de Givry, Comte d’Avaux, Seigneur d’Irval et de Roissy (1689), Commandeur, 1684–1703 Prévôt et Maître des Cérémonies de l’Ordre du Saint-Esprit, Botschafter

        4. Jeanne de Mesmes; ⚭ 2. März 1615 François Lambert, Seigneur d’Herbigny, Maître des Requêtes, Conseiller d’État (* 1591; † 1652)
        5. Judith de Mesmes († 5. Mai 1659); ⚭ 27. September 1618 Maximilien de Belleforière († 22. März 1649), Comte de Tilloloy, Seigneur de Soyécourt etc. Lieutenant-général au Gouvernement de Picardie et du Boulonnais

  2. Domenge de Mesmes (* um 1494; † um 1565), Ecuyer, Seigneur de Cachen, Lusson, Brocas et Ravignan, Sénéchal de Marsan; ⚭ (1 ?) um 1520 Jeanne de La Cassaigne; ⚭ (2) Bertrande Ducos de Sainte-Croix

### Linie Ravignan
1. Domenge de Mesmes (* um 1494; † um 1565), Ecuyer, Seigneur de Cachen, Lusson, Brocas et Ravignan, Sénéchal de Marsan; ⚭ (1 ?) um 1520 Jeanne de La Cassaigne; ⚭ (2) Bertrande Ducos de Sainte-Croix
  1. Jean de Mesmes (* um 1536; † 1616), Seigneur de Patience, Capitaine de Tartas, Gouverneur de Mont-de-Marsan, Gentilhomme ordinaire de la Maison du Roi de Navarra; ⚭ (1) 1570 Gabrielle de Los (*um 1550; † Juni 1605); ⚭ (2) 1593 Éléonore de Barbotan, Dame d’Arblade (* um 1555; † nach 1620)
    1. Isaac de Mesmes (* um 1575; † um 1635), Seigneur de Patience; ⚭ nach 12. Juni 1605 Éléonore de Galard, Dame de Marsan, *um 1585
      1. Joseph de Mesmes; ⚭ Madeleine de la Salle
        1. Jean Joseph de Mesmes (* 5. Januar 1645; † nach 1722), Seigneur de Patience, Capitaine de Mont-de-Marsan; ⚭ 26. Dezember 1669 Marie Henriette Le Blanc (* 30. Juni 1651; † um 1740)
          1. Jean Marie de Mesmes (* um 1680; † vor 1742), Chevalier, Seigneur de Patience et de La Chaussée, Marquis de Ravignan, Gouverneur du Château & de la Ville de Mont-de-Marsan, Commandeur de l’Ordre de Saint-Jacques-de-Calatrava; ⚭ Anne de Perez († vor 1742)
            1. Joseph (* um 1716; † 30. April 1795), Marquis de Mesmes Chevalier, Seigneur de la Chaussée etc., Sénéchal d’Epée, Grand Sénéchal des Ville et Comté de Marsan et de Gavardan, Gouverneur des Ville et Château de Mont-de-Marsan, Enseigne, Sous-Lieutenant et Lieutenant au Régiment des Gardes françaises, Colonel du Régiment de Médoc, Brigadier, Maréchal des Camps et Armées du Roi, Kommandant des Castillo de San Felipe de Menorca; ⚭ (Ehevertrag 13. April 1749) Anne-Marie-Henriette Feydeau de Brou, Tochter von Paul Esprit Feydeau, Chevalier, Seigneur de Brou etc., Garde des Sceaux de France, und Marie-Anne le Jay
              1. Albert Paul de Mesmes (* 16. Januar 1751; † 14. Juli 1812), Comte de Mesmes, Chevalier, Colonel du Régiment provincial d’Albi nach seinem Onkel, Gentilhomme d’honneur du Comte d’Artois Colonel des Régiment de Médoc; ⚭ 14. Juli 1777, geschieden, Reine Claude Chartraire de Bourbonne, Dame de Bourbonne-les-Bains (* 1. September 1764; † 8. Januar 1812), Tochter von Marc-Antoine Bernard Claude Chartraire de Bourbonne, Seigneur de Bourbonne-les-Bains, und Reine Jacqueline Chartraire de Montigny

            2. Jean, geistlich, Prévôt de Laval et Prieur de Bressolles
            3. Jean-Jacques, Commandeur de l’Ordre de l’Epée Rouge, Colonel du Régiment Provincial d’Albi et Brigadier des Armées du Roi;
            4. 6 ledige Töchter

### Ohne Anschluss
- Alcibiade de Mesmes († 1687), Seigneur der Perquie, Ravignan et Lusson, Sénéchal et Gouverneur de Mont-de-Marsan, Marsan et Gavardan, Capitain au Régiment de Navarre; ⚭ Marie d’Arzac de Vignes
- Joseph (I.) de Mesmes de Ravignan († 1. Mai 1742 in Straubing während des Österreichischen Erbfolgekriegs, 73 Jahre alt) etc., dessen Sohn, Lieutenant Général des Armées du Roi; ⚭ 1712 Marie-Albertine Racine, Tochter von Michel Racine, Ecuyer, Receveur général des finances d’Alençon, 1742 Gouverneur von Guise, 2. Februar 1737 Grand’Croix de l’Ordre de Saint-Louis
- Albert Paul de Mesmes, Comte d’Avaux, 1767–1788 Maréchal de camp, eventuell identisch mit Albert Paul de Mesmes (* 1751), siehe oben
- Joseph (III.) de Mesmes († 1804), Marquis de Ravignan, 1762 Maréchal de camp, 1781 Lieutenant-général, eventuell dessen Bruder